# Грануляція
Грануляція, Ґрануляція:
1. Результат ґранулювання.

Зовнішній вигляд вуглемазутних гранул-агломератів. Середня крупність гранул – 3-5 мм.

2. Процес утворювання в ґрануляторі з сипкого або здиспергованого у водному або газовому (повітряному) середовищі дрібного матеріалу згрудкованої маси — ґранул з застосуванням зв'язувальної речовини, наприклад, обмаслювальних добавок (масляна Ґ.), термічного обробляння (термоґрануляція). Можливе також довільне утворювання ґранул — самоґрануляція.